# بیمارستان اول شهر
بیمارستان اول شهر (به صربی: First Town Hospital) یک بیمارستان در صربستان است که در Stari Grad واقع شده‌است.